# Jacob Aagaard
Jacob Aagaard, född 31 juli 1973 i Danmark, är en skotsk schackspelare. Han är stormästare i schack (GM) och blev brittisk mästare 2007 och skotsk mästare 2012. Han vann också skotska mästerskapet i schack 2005, men var då ännu inte brittisk medborgare, varför titeln gick till tvåan i turneringen, Craig Pritchett.
Aagaard har givit ut ett stort antal titlar om spelöppningar och taktik och strateg inom schack.